# Maya, donne-moi un titre
Maya, donne-moi un titre (englisch: Maya, Give Me a Title) ist ein französischer Stop-Motion-Film von Michel Gondry aus dem Jahr 2024. Er feierte seine internationale Premiere bei den Internationalen Filmfestspielen Berlin 2025 und wurde von der Jugendjury mit dem Gläsernen Bären in der Kategorie Kplus ausgezeichnet.

## Inhalt
Maya und ihr Vater leben in unterschiedlichen Ländern. Um in Kontakt mit ihr zu bleiben und ihr Geschichten erzählen zu können, bittet er sie jeden Abend: „Maya gib mir einen Titel.“ Daraus fertigt er dann einen Zeichentrickfilm, in dem Maya die Hauptfigur ist.

## Produktion
Regisseur Gondry produzierte für seine Tochter Maya seit ihrem dritten Lebensjahr regelmäßig Stop-Motion-Kurzfilme. Einige davon verband er zu diesem Kurzfilm. Hierfür wurde er von der Stop-Motion-Einstellung seines Handys motiviert. In einem Filmgespräch sagte er, dass durch Animation alles möglich: Menschen können schrumpfen und Gegenstände fliegen.
Im Film spricht Gondrys eigene Tochter Maya die gleichnamige Hauptfigur. Der französische Schauspieler Pierre Niney übernimmt die Rolle des Erzählers.
Im Oktober 2024 wurden die Rechte von Indie Sales erworben. Am 2. Oktober kam der Film in die französischen Kinos. Der Film wurde für einen Prix Lumières in der Kategorie „Animationsfilm“ nominiert und wurde auf der Berlinale 2025 in der Kategorie „Generation KPlus“ gezeigt. Dort gewann er den Gläsernen Bären der Jugendjury.
Im Juni soll ein zweiter Teil mit weiteren Episoden in Frankreich ins Kino kommen.

## Rezeption
Léa Leboucq schreibt für das Portal „benshi“, im Film zeige sich die Liebe des Regisseurs für das Handwerkliche. Zudem sei der Film eine Ode an Fantasie und Kreativität.
Nach Olivier Bachelard von „Abus de Cine“ lobt die abenteuerlich lustigen Geschichten und merkt an, dass die Eltern sich an der Vater-Tochter-Beziehung erfreuen können.